# Запаметяващо устройство със сменяем носител
Запаметяващи устройства със сменяем носител са запаметяващи устройства, при които се сменя носителят на информацията, подобно на известните в миналото флопи устройства, които обаче притежават много по-голям капацитет и скорост на обмен на данните.

## История на развитието
Запаметяващите устройства със сменяем носител се появяяват първоначално като бърза периферна памет с голям обем за големите изчислителни машини. Устройствата с размерите на една перална машина, а по средата на 70-те години на един модул с широчина 19" и височина от 300 мм притежават в началото капацитет на паметта от първоначално няколко мегабайта до няколкостотин мегабайта и няколко гигабайта в края на 80-те години. По-долу са посочени данните на запаметяващо устройство ISOT EC5067, произвеждано съгласно Единната система за електронноизчислителни машини към СИВ.
| Производител:                         | ISOT (България, ДЗУ)                                                        |
| Тип:                                  | EC5067.M                                                                    |
| Носител на информацията:              | Сменяем дисков пакет EC5266                                                 |
| Капацитет на запаметяване:            | 100 МБ (Тегло на един дисков пакет: 13,5 kg)                                |
| Обороти:                              | 3600/min                                                                    |
| Гео{метрия на дисковете:              | 19 глави * 411 писти * 26 сектора * 512 байта/сектор = 103953408 байта      |
| Свързване с централния компютър чрез: | GSS EC5566 чрез контролер EC5666                                            |
| Брой на шпинделите:                   | 1                                                                           |
| Скорост на предаване на данните:      | 806 kbyte/s                                                                 |
| средно време на достъп:               | 30 ms                                                                       |
| Брой на дисковете/пакет:              | 11 (на тях 19 повърхности за запис на данни, 1 за сервозапис и две защитни) |
| брой на цилиндрите:                   | 404 (+7 резервни)                                                           |
| брой на секторите:                    | 26                                                                          |
| Брой на повърхностите за данни:       | 19                                                                          |
| Брой на сервоповърхностите:           | 1 (по средата на дисковия пакет)                                            |
| Метод на запис на информацията:       | MFM                                                                         |
| Година на производство:               | 1978 г. начало на производство                                              |
| Ел. захранване:                       | 12 A, 380 V трифазен ток                                                    |
| Маса:                                 | 175 kg                                                                      |

Характерно за тези устройства е, че сменяемият носител на информацията (в случая дисков магнитен пакет) има пълна съвместимост с всички запаметяващи устройства и всички други носители на информацията от този тип. Носителят на информацията може да бъде прочетен на всяко друго устройство, да бъде засекретен или унищожен без намесване на запаметяващото устройство. С рязкото падане на цените на изчислителната техника и информационните носители в началото на 90-те години на XX век идва и окончателното отпадане на тази техника. С малки изключения (например използването им в научноизследователско оборудване) тези запаметяващи устройства са бракувани до средата на 90-те години.

## Типове и свойства на модерните запаметяващи устройства на сменяем носител
Запаметяващите устройства понякога са вградени в компютъра, но в повечето случаи са отделни устройства. В такива случаи те са свързани с компютъра обикновено чрез USB, IEEE 1394 или SCSI, а в миналото с паралелен порт (IEEE 1284).
Важни групи на запаметяващите устройства със сменяем носител са презаписваеми оптически дискове (PD), магнето-оптични устройства (МО), зип диск на фирма производител Iomega, както и устройства SyJet или EZDrive на фирма SyQuest.
- Снимки на системи със запаметяващи устройства на сменяем носител
- SyQuest SQ 555: Запаметяващо устройство и информационен носител (44 MB) (80-те години на XX век)
- iomega jaz: Запаметяващо устройство (2 GB)
- iomega zip 100: Запаметяващо устройство
- iomega jaz: Информационен носител (1 GB)
- iomega zip 100: Информационен носител (100 MB)

При сървърите често се използва възможността един стандартен твърд диск да се преобразува в запаметяващо устройство със сменяем носител, както и да се сменя твърдият диск в работен ражим (Hot Swapping).